# Associated British Foods
Associated British Foods — британская компания, производитель продуктов питания, кормов для скота, а также владелец розничной сети Primark по торговле одеждой. В 2023 году заняла 703-е место в списке крупнейших публичных компаний мира Forbes Global 2000. Наиболее известна своим брендом чая Twinings. Штаб-квартира — в Лондоне (Великобритания).

## История
История компании началась в 1880-х годах, когда Джордж Уэстон основал в Торонто (Канада) сеть пекарен; позже она разрослась в сеть супермаркетов George Weston. Сын основателя Гарфилд Уэстон возглавил компанию в 1924 году, а в 1935 году расширил деятельность в Великобританию, где купил 7 пекарен и основал на их основе компанию Allied Bakeries. Уже через 4 года у компании было 18 пекарен и 4 фабрики печенья, начался период расширения как сферы интересов, так и географии деятельности. В 1949 году был куплен производитель хрустящих хлебцев Ryvita Company. В 1960 году название компании было изменено на Associated British Foods. В 1964 году был куплен производитель чая Twinings. В 1980 году компания вышла на рынок США. В 1982 году было создано подразделение дрожжей и ферментов AB Ingredients. В 1991 году был куплен ведущий британский производитель сахара British Sugar. В 1994 году была продана сеть пекарен Bakers Oven

## Деятельность
Подразделения по состоянию на 2022 год:
- Бакалея — производство и расфасовка бакалейных товаров (чай, кофе, какао, сахар и подсластители, растительное масло, уксус, хлеб и выпечка, крупы, мясные продукты) под брендами Twinings (чай), Ovaltine[англ.] (ароматизатор молока), Dorset Cereals, Jordans, Ryvita, Kingsmill, Patak’s, Blue Dragon и другими; 22 % выручки.
- Сахар — один из крупнейших производителей сахара в Африке, Великобритании, Испании и юго-восточном Китае, также производит побочную продукцию (биотопливо, корм для скота, электроэнергию, каннабис); 27 заводов в 10 странах, 4,5 млн т сахара в год, 12 % выручки.
- Агробизнес — производство кормов для скота, аквакультуры, лошадей и домашних животных, предприятия в Европе и Китае; 10 % выручки.
- Ингредиенты — производство дрожжей и других ингредиентов для выпечки, а также ферментов для пищевой, фармацевтической и других отраслей, предприятия в Европе, Америке и Индии; 11 % выручки.
- Розничная торговля — сеть магазинов одежды Primark[англ.] в Европе и США, базируется в Ирландии; 408 магазинов, 45 % выручки.

Географическое распределение выручки в 2021/22 финансовом году:
- Великобритания — 38 %
- Европа и Африка — 37 %
- Америка — 12 %
- Азиатско-Тихоокеанский регион — 14 %.